# Jodi Benson
Jodi Benson (Illinois, 10 de Outubro de 1961) é uma dubladora e cantora soprano. É conhecida por dublar a pequena sereia Ariel em todas as produções em Inglês. Benson também é conhecida por ter dublado a Barbie nas animações Toy Story 2 e Toy Story 3.

## Biografia
Jodi Benson nascida Jodi Marie Marzorati em Rockford, Illinois. Frequentou a Boylan Catholic High School e a Millikin University. Atualmente vive em Gainesville, no norte da Geórgia com o marido Ray Benson e o filho McKinley e a filha Delaney

## Filmografia

### Filmes e televevisão
- 1984 Nausicaä do Vale do Vento (voz) - A Mãe de Lastelle
- 1989 The Little Mermaid (voz) - Ariel, "Vanessa"
- 1991 The Pirates of Dark Water (voz) - Tula
- 1991 Disney Sing Along Songs: Under the Sea (voz) - Ariel
- 1992 P. J. Sparkles (voz) - P. J.
- 1992 The Little Mermaid (voz) - Ariel
- 1994 Disney Sing Along Songs: Circle of Life (voz) - Ariel
- 1994 Thumbelina (voz) - Thumbelina
- 1996 Disney Sing Along Songs: Friend Like Me (voz) - Ariel
- 1996 Guideposts Junction - Ela mesma
- 1997 Flubber (voz) - Weebo
- 1997 A Christmas Carol (voz) - Belle
- 1998 Blablaland (voz) - Lola Pesto
- 1998 The Mighty Kong (voz) - Ann Darrow
- 1998 Hercules (voz) - Helena
- 1999 Toy Story 2 (voz) - Barbie Guia
- 1999 Hercules: Zero to Hero (voz) - Helena
- 2000 The Little Mermaid II: Return to the Sea (voz) - Ariel
- 2000 Joseph: King of Dreams (voz) - Asenath
- 2001 House of Mouse TV Series (voz) - Ariel/Belle
- 2001 Lady and the Tramp II: Scamp's Adventure (voz) - Lady
- 2001 Mickey's Magical Christmas: Snowed In at the House of Mouse (voz) - Ariel
- 2001 Balto II: Wolf Quest (voz) - Jenna
- 2001 The Grim Adventures of Billy and Mandy (voz) - A Fada Azul
- 2002 Rapsittie Street Kids: Believe in Santa (voz) - Lenee
- 2003 101 Dalmatians II: Patch's London Adventure (voz) - Anita
- 2003 K10C: Kids' Ten Commandments (voz) - Leila e Martha
- 2003 Mickey's PhilharMagic (voz) (não creditado) -  Ariel
- 2004 Balto III: Wings of Change (voz) - Jenna
- 2005 Camp Lazlo (voz) - Patsy Smiles, Sra. Jane Dócil, Rosalinda
- 2007 Enchanted - Sam
- 2008 The Little Mermaid: Ariel's Beginning (voice) - Ariel
- 2010 Toy Story 3 (voz) - Barbie
- 2019 Toy Story 4 (voz) - Barbie

### Video game
- 1998 A Bug's Life (voz) - Atta
- 2000 Grandia II (voz) - Millenia/Reena
- 2002 Kingdom Hearts (voz) - Ariel (Versão em Inglês)
- 2005 Kingdom Hearts II (voz) - Ariel (Versão em Inglês)
- 2004 Metal Gear Solid 3: Snake Eater (voz) (Versão em Inglês)

## Discografia
- 1990 The Little Mermaid Soundtrack
- 1991 Jodi Benson Sings Songs From the Beginner's Bible I
- 1992 Jodi Benson Sings Songs From the Beginner's Bible II
- 1992 The Little Mermaid: Splash hits
- 1992 Crazy for You Cast Recording
- 1993 The Little Mermaid: Songs from the Sea
- 1994 Unsung Musicals
- 1994 Thumbelina Soundtrack
- 1995 Songs of Guideposts Junction
- 1996 Hollywood Christmas (Various artistas)
- 2000 The Little Mermaid II Soundtrack
- 2004 Disney Princess Music Hits
- 2005 Disney Princess Christmas Of Enchantment
- 2005 Disney Princess Tea Party